# Кабасейрас
Кабасейрас (порт. Cabaceiras) — муниципалитет в Бразилии, входит в штат Параиба. Составная часть мезорегиона Борборема. Входит в экономико-статистический микрорегион Карири-Ориентал. Население составляет 4253 человека на 2006 год. Занимает площадь 400,222 км². Плотность населения — 10,6 чел./км².

## История
Город основан в 1735 году.

## Статистика
- Валовой внутренний продукт на 2003 год составляет 12 834 501,00 реалов (данные: Бразильский институт географии и статистики).
- Валовой внутренний продукт на душу населения на 2003 год составляет 3005,74 реалов (данные: Бразильский институт географии и статистики).
- Индекс развития человеческого потенциала на 2000 год составляет 0,682 (данные: Программа развития ООН).